# Демьян
Демья́н — мужское греческое личное имя. По одной версии предположительно восходит к лат. Damianus — «посвящённый Дамии», в греческой мифологии — местночтимой богине плодородия и изобилия. По другой, этимология имени восходит к др.-греч. δαμασω — «покорять, усмирять». Церковная форма имени — Дамиа́н. 
В христианском именослове имя Дамиан соотносится с несколькими раннехристианскими святыми, среди которых наиболее известны три пары братьев-врачевателей с одними и теми же именами: Косма и Дамиан Римские, Аравийские (жившие предположительно в III веке) и Азийские (конец III — начало IV века).
Имена братьев в народном понимании на Руси нередко сращивались, образуя единую форму Кузьма-Демьян; в крестьянской среде образы святых воспринимались как одно целое. Подобное восприятие зафиксировано в фольклоре — свадебных песнях и заклинаниях:
Матушка Кузьма-Демьян! 

Скуй нам свадьбу крепко-накрепко,

До седой головушки,

До долгой бородушки!
Косма и Дамиан были среди наиболее чтимых на Руси святых, они считались не только покровителями свадеб, семейного очага и супружеского счастья, но и покровителями ремёсел: кузнечного дела, женского рукоделия. Помимо этого, в народном почитании они считались «курьими богами»: молебны в честь святых совершались в курятниках или возле них с целью увеличения приплода домашней птицы.
На Руси имя Демьян издавна входило в число широко употребительных имён, преимущественно в крестьянской среде. Существуют русские фамилии, образованные от различных форм имени: Демьянов, Дёмин и другие. Однако уже в конце XIX века имя не числилось среди наиболее распространённых русских мужских имён, а к середине XX века оно фактически вышло из употребления. В статистических исследованиях частотности имён новорождённых В. А. Никонова по некоторым регионам центральной России в 1961 году имя Демьян (или его формы) не отмечено ни разу. Тем не менее позднее интерес к имени стал возрождаться: А. В. Суперанская и А. В. Суслова на основании статистики имён в Ленинграде в 1980-е годы отмечали имя Демьян как редкое.
Разговорные формы имени: Девьян, Демион.
Краткая форма: Дёма, Дёмка, Демьяша.
Именины: 8 марта, 14 июля, 11 октября, 18 октября, 30 октября, 14 ноября.